# Неклюдов, Юрий Фёдорович
Ю́рий Фёдорович Неклю́дов (9 сентября 1918, Морки — 5 июля 1975, Москва) — советский фаготист, солист Большого симфонического оркестра Всесоюзного радио и Центрального телевидения и Академического симфонического оркестра Московской Государственной Филармонии, лауреат международного конкурса, Заслуженный артист РСФСР (1961). Участник Великой Отечественной войны (с лета 1942 г. под Сталинградом. Закончил войну в Румынии.)
Урна с прахом захоронена в колумбарии Введенского кладбища.

## Награды и звания
- Лауреат II Всемирного фестиваля молодёжи и студентов (Будапешт, 1949)
- Заслуженный артист РСФСР (1961)